# Stephan Diez
Stephan Diez (Berlijn, 6 januari 1954 - 5 februari 2017) was een Duitse jazz- en fusionmuzikant die gitaar speelde.

## Biografie
Diez groeide op in Berlin-Zehlendorf. In 1973 speelde hij met de Krautrockgroep Agitation Free, tevens trad hij op met Jazztrack auf. In 1974 werd hij lid van Harald Banter's Mediaband. In 1975 en 1976 speelde hij in de Chris Hinze Combination. In 1978 richtte hij zijn eigen groep Mirrors op, met Ack van Rooyen, Gary Todd, Todd Canedy, later Johannes Faber, Heiri Känzig en Lala Kovačev. Ook speelde hij met Zbigniew Seifert in de band Variospheres. In de jaren erna trad hij op met verschillende bands, onder andere met Dieter Reith. Vanaf 1980 werkte hij als studiomuzikant, componist en arrangeur, in München. Vanaf 1987 begeleidde hij drie jaar lang Konstantin Wecker. Verder toerde hij met Mercedes Sosa en Joan Baez.
Sinds 1990 was hij lid van de NDR Bigband. Ook was hij professor voor jazzgitaar aan de Hochschule für Musik und Theater Hamburg. In januari 2016 ging Diez met pensioen. Hij overleed op 5 februari 2017 na een lang ziekbed.
De gitarist Frank Diez is zijn oudere broer.

## Discografie
- Agitation Free: Second (1973)
- Mirrors: Mirrors (1980)
- Konstantin Wecker: Live (1990)
- The Diez Brothers – Frank & Stephan Diez: Close Up (1990)
- Mirrors: Lost in a Dream (1993)